# Oblak a valčík

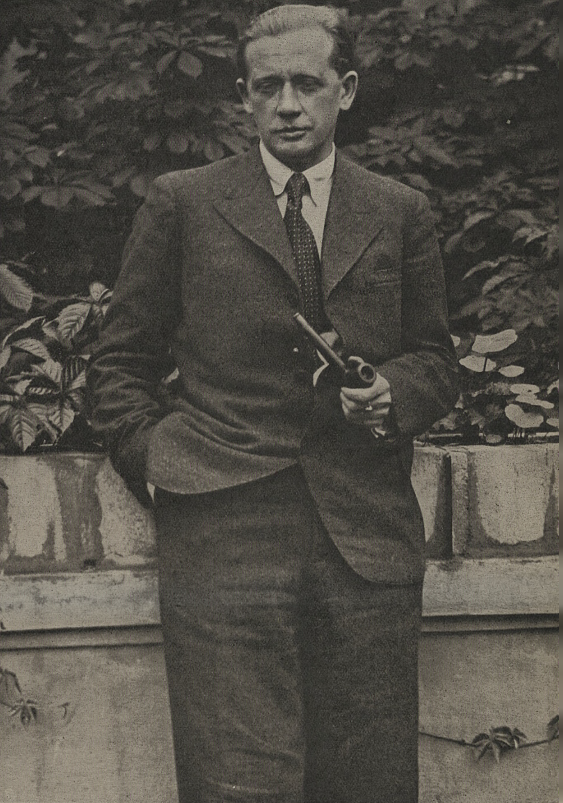
Ferdinand Peroutka

Oblak a valčík je román Ferdinanda Peroutky. Šlo o Peroutkovu románovou prvotinu (byl jinak znám zejména jako publicista a esejista). Kniha vyšla prvně roku 1976 v exilovém nakladatelství '68 Publishers manželů Škvoreckých. Jejím základem byla stejnojmenná divadelní hra, kterou Peroutka napsal již roku 1948. Někdy je tak mylně uváděno, že i román pochází z roku 1948.
Děj se odehrává zejména za druhé světové války a krátce po ní, částečně v Praze a částečně v nejmenovaném koncentračním táboře (sám Peroutka byl několik let vězněn v německém koncentračním táboře Buchenwald). Autor sleduje osudy několika postav, které spojuje to, že 15. března 1939, v den okupace českých zemí nacistickým Německem, seděli ve stejné restauraci. Jsou to většinou bankovní úředníci a jsou mezi nimi Češi, Němci i Židé. Jejich osudy se dále téměř neprotínají, což vyvolává dojem rozbitosti, spojnicí je šílená dějinná situace, do níž jsou všichni uvrženi: Židovští manželé Mautnerovi spáchají sebevraždu, Čech Karel Novotný je omylem odvlečen do koncentračního tábora kvůli záměně s komunistickým poslancem stejného jména, Čech Karel Pokorný vstoupí do odboje a je později popraven, Žid Kohn se pokusí uprchnout z Protektorátu, ale na hranicích nedokáže zemi opustit, vrací se, je uvězněn v koncentračním táboře, kde se oběsí, další Žid Arnold Kraus je odvlečen do koncentráku poté, co se s ním rozvede jeho žena, čímž ztratí hájení "manžela Árijky", Němec hrabě Zedwitz ukryje na svém panství židovskou rodinu, z německých bratrů Kubeů se jeden stane dozorcem a druhý vězněným atd. Vedle těchto roztříštěných obrazů se objevují i scény s Adolfem Hitlerem, který je zobrazován značně komicky v různých etapách svého života, vesměs jako sexuálně zakomplexovaný primitiv. Do toho jsou vloženy i značně separátní "fejetony" o různých místech předválečné Prahy, většinou kaváren, kde se scházeli spisovatelé a jiní umělci. Zlatý oblak na obloze a Straussův valčík Na krásném modrém Dunaji se objevují v poslední scéně románu jako symboly naděje.
Jiří Kudrnáč ve Slovníku české prózy (1994) dílo charakterizoval mj. slovy: "Román ukazuje "malé" dějiny borcené dějinami "velkými". (...) Autorovým cílem je vytvořit panoráma, v němž doba a lidé prorůstají. (...) Mnohdy se zdá, jako by román byl sestaven z filmových sekvencí. O to působivěji však před čtenářem vyvstávají obsahy mnoha pečlivě naaranžovaných scén: zejména jejich tragický vnitřní patos nebo grotesknost.  (...) Román je psán lakonickým stylem, pro nějž byla obdivována také Peroutkova žurnalistika, v jazyce působícím dojmem téměř autentické, jen střídmě stylizované češtiny hovorové."
Antonín Přidal román v roce 1993 převedl do formy divadelní hry. Přidal ji sám pak zrežíroval pro Českou televizi v roce 1995, pod názvem Valčík na uvítanou. Velkým obdivovatelem Peroutkovy knihy byl Václav Havel, který ji označil za jeden z nejlepších českých románů.